# Кассандрия
Кассандри́я  (др.-греч. Κασσάνδρεια, лат. Cassandrēa, Cassandrīa) — древний город, основанный Кассандром на перешейке полуострова Паллена (ныне Касандра) в Македонии, между заливами Термаикос на западе и Касандра на востоке. В настоящее время — село Неа-Потидея.

## История

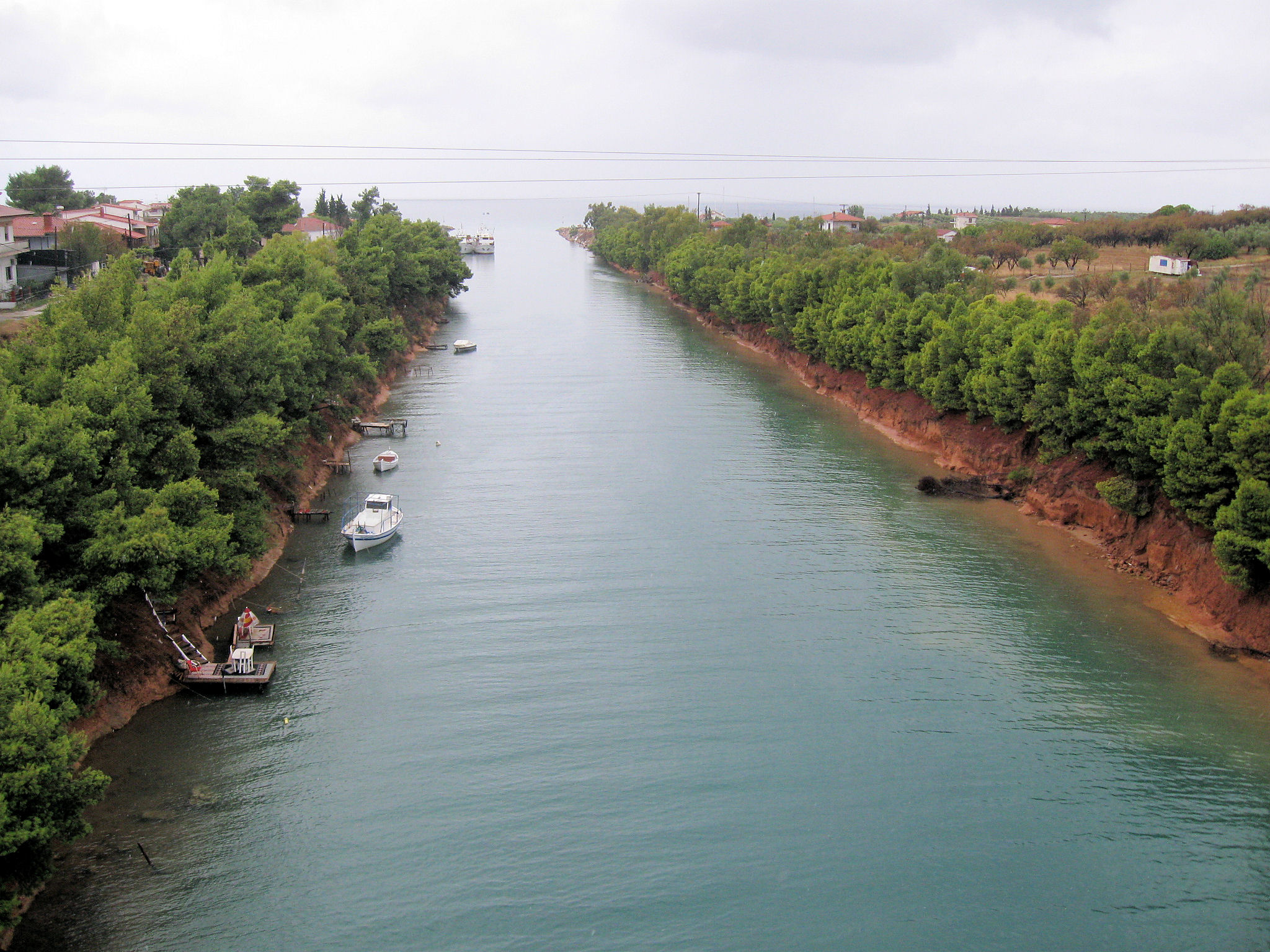
Канал Потидея

На месте Кассандрии находился основанный коринфянами город Потидея (др.-греч. Ποτίδαια, лат. Potidaea — город Посейдона). Во время Пелопоннесской войны город после долгой осады достался афинянам, которые переселили многих жителей его в Олинф. В 348 году до н. э. город Потидея отвоеван у афинян и разрушен македонским царём Филиппом, территорию города он подарил олинфянам. В 316 году до н. э. македонским царём Кассандром основан город Кассандрия. После битвы при Пидне в 168 году до н. э. город завоёван римлянами. До нашествия гуннов был значительнейшим из македонских городов. В 539/540 году разрушен гуннами. При Юстиниане I вторично был восстановлен. В 552 году император Юстиниан для защиты Кассандрии соорудил крепостные стены. Согласно раскопкам стены были длиной 1200 м и имели 21 башню. Затем мало-помалу город исчезает из истории.
Канал Потидея упоминается Страбоном в I веке. Канал был прорыт через перешеек полуострова Паллена (ныне Касандра) длиной 5 стадий. Морской путь вокруг полуострова составлял по Страбону 570 стадий.
В позднеримский период в Кассандрии существовала епископская кафедра. Кассандрийский епископ Ермоген участвовал в Эфесском соборе 449 года. Кассандрийская епископия, подчинённая Фессалоникийской митрополии, регулярно упоминается в византийский и поздневизантийский период.
С X века Кассандрия снова упоминается в источниках, главным образом в актах афонских монастырей.
Во время каталонской кампании захвачена Кассандрия, в 1307/1308 году здесь находилась военная база каталонцев.
Иоанн VII Палеолог не позднее 1407 года возвёл новые крепостные стены на месте древних для защиты полуострова. Около 1430 года Кассандрия захвачена турками и позднее не упоминается.
В поздневизантийский период епископская кафедра перенесена из Кассандрии в Валту (ныне Касандрия).
Беженцами из Малой Азии после малоазийской катастрофы и греко-турецкого обмена населением на месте Кассандрии основано село Неа-Потидея. Официально поселение признано в 1924 году (ΦΕΚ 259Α).